# 2023年11月

## 11月1日
- 德州遊騎兵在2023年美國職棒大聯盟球季世界大賽中以場數4–1擊敗亞利桑那響尾蛇，取得隊史首座世界大賽冠軍。[1]

## 11月2日
- 印度尼西亞东努沙登加拉省發生裡氏6.1級地震。[2]

## 11月3日
- 尼泊爾賈賈科特區西部地帶發生5.6級地震，至少157人死亡、六百人受傷，当地村民描述现场惨状称“已经看不到完整的房屋”。据悉，尼泊尔总理普拉昌达将于4日上午赴地震灾区视察。[3][4]

## 11月4日
- 中国首艘国产邮轮爱达·魔都号正式交付，定于2024年初由中船嘉年华投入运营。[5]

## 11月6日
- 中国黑龙江省佳木斯市桦南县悦城广场全民健身体育馆發生屋頂坍塌事故，造成三人遇难[6]。

## 11月9日
- 根据马来西亚气象局指示，2023年11月11日起至2024年3月将发生东北季候风。而东北季风将从11月11日起正式吹向马来西亚。预计将导致4至6次的暴雨影响[7]。
- 缅甸北军事冲突加剧，缅甸政府军包括掸邦政府军司令员昂觉伦准将在内数百名官兵阵亡，造成数万人流离失所[8]。

## 11月13日
- 英國首相第二次改組內閣，遭解職的內政大臣被取代，後者原先的外交大臣相位則由重返政壇的前英國首相接替[9]。

## 11月15日
- 英國最高法院裁定，英國政府推行之盧旺達庇護計劃非法。[10]
- 2023年美國APEC峰會於2023年11月15日至17日在三藩市舉行。[11]

## 11月16日
- 與加泰罗尼亚分離主義者達成大赦協議而得到相關政黨支持後，西班牙工人社会党總書記佩德羅·桑切斯第三度就任西班牙首相。[12]

## 11月17日
- 中缅边境发生里氏5.9级地震，受影响地区为云南，老挝，缅甸，泰国北部。震央位于缅甸撣邦主要城市——景栋31公里。[13]
- 菲律賓棉蘭老島外海發生裡氏6.7級地震，震央位於南哥打巴托省外海71公里處。[14]

## 11月19日
- 哈维尔·米莱在2023年阿根廷大选次轮投票中当选新一任总统。[15]
- 塞尔维亚网球运动员诺瓦克·德约科维奇在2023年ATP年终总决赛中击败意大利选手扬尼克·辛纳，拿下个人第七个年终赛男打冠军，超越六次夺得男单总冠军的罗杰·费德勒，成为历史第一人。[16]
- 尼加拉瓜正式完成退出美洲国家组织的程序。[17]
- 韓國《英雄聯盟》電子競技團隊T1在總決賽中以3–0的局數擊敗來自中國的微博电子竞技俱乐部，贏得2023賽季世界大賽兼隊史第四冠。[18]

## 11月21日
- 马来西亚多所学校近期接获了多起匿名炸弹威胁，多出自国外的帐号。[19][20][21]

## 11月22日
- 荷蘭大選結束，由自由黨獲得最多議席。[22]

## 11月23日
- 以色列和哈瑪斯雙方同意暫時停火（英语：2023 Israel–Hamas ceasefire）4天，以交換人質的條件來讓救援物資抵達加薩。以色列一方面會釋放150巴勒斯坦婦女和孩子，而哈瑪斯承諾會解放50名平民。[23][24][25]
- 世界卫生组织称中国近期爆发的呼吸道传染病疫情未出现新型病原体[26]。
- 爱尔兰首都都柏林一所学校发生阿尔及利亚移民持刀伤人的案件后，当地出现严重骚乱[27]。

## 11月27日
- 新西蘭國家黨黨魁克里斯托弗·盧克森成為新西蘭第42任總理。[28]

## 11月29日
- 美国前国务卿亨利·基辛格去世，享嵩壽100歲。[29][30]
- 泰國前總理巴育·占奧差由泰國國王拉馬十世任命為泰國樞密院的議員。[31]